# 康納·馬奥尼
康納·馬奥尼（英語：Connor Mahoney；1997年2月12日—）是一位英格蘭足球運動員。在場上的位置是邊鋒。現效力於英冠球隊哈特斯菲。他也代表英格蘭U17國家足球隊參賽。

## 外部連結
- 足球数据库：康納·馬奥尼的球员统计数据